# Marchand de cailloux
Albums de Renaud
Visage pâle rencontrer public
(1989) Renaud cante el' Nord
(1992)
Marchand de cailloux est le 9e album studio de Renaud, sorti en 1991.
L'album fut enregistré à Londres pendant la guerre du Golfe (1990-1991), dans laquelle le Royaume-Uni était impliqué.
Pour illustrer ce contexte historique Renaud mentionne sur la pochette de l'album: « Enregistré et mixé au Studio SARM WEST du 10 janvier au 15 mars pendant leur sale guerre ». 
À noter la présence parmi les invités, Murray Head, Bob Geldof, Mickey Feat, Sir Geoffrey Richardson, Danny Thompson, etc. 

## Liste des titres
Toutes les paroles sont écrites par Renaud Séchan.
| 1.    | Marchand de cailloux                | Renaud Séchan                                 | 3:27 |
| 2.    | L'Aquarium                          | Jean-Pierre Bucolo                            | 4:14 |
| 3.    | P'tit Voleur                        | Jean-Louis Roques                             | 4:11 |
| 4.    | Olé !                               | Jean-Pierre Bucolo                            | 4:31 |
| 5.    | Les Dimanches à la con              | Renaud Séchan                                 | 4:05 |
| 6.    | Dans ton sac                        | Mourad Malki                                  | 4:59 |
| 7.    | Le Tango des élus                   | Renaud Séchan                                 | 0:49 |
| 8.    | La Ballade nord-irlandaise          | Traditionnel, sur les motifs de Water is wide | 3:35 |
| 9.    | 500 Connards sur la ligne de départ | Renaud Detressan                              | 3:42 |
| 10.   | Tonton                              | Jean-Louis Roques                             | 3:39 |
| 11.   | Je cruel                            | Jean-Louis Roques                             | 3:45 |
| 12.   | C'est pas du pipeau                 | Renaud Detressan, Thomas Noton                | 3:10 |
| 13.   | Ma chanson leur a pas plu (suite)   | Renaud Séchan                                 | 3:49 |
| 14.   | Tant qu’il y aura des ombres        | Renaud Séchan                                 | 4:20 |
| 52:16 |                                     |                                               |      |

## Crédits
- Guitares : Gerry Moffett, Phil Palmer, Mitch Dalton, François Ovide
- Basse : Mark Smith
- Batterie : Matthew Letley
- Claviers : Spike Edney, Stephen D. Fletcher
- Accordéon : Alan Dunn, Jean-Louis Roques
- Mandoline, violon, alto, ukulélé, flûtes, guitares : Sir Geoffrey Richardson
- Chœurs : Bob Geldof, Murray Head, Renaud, Mickey Feat, Sir Geoffrey Richardson
- Divers claviers, guitares, chœurs, percussions : Peter Briquette, Thomas Davidson Noton
- Contrebasse : Danny Thompson
- Violoncelle : Helen Liebmann
- Violon : Gavyn Wright
- Banjo : Chaim Tannenbaum
- Cor anglais : Barbara Bolte
- Cuivres : Peter Thoms, Stuart Brooks, Ian Wood, Janice Ballard, Tim Locke, Richard Edwards, Colin Philpott, Roger Williams, Gary Barnacle, John Thirkell
- Arrangements des cuivres : Peter Thoms, Pete Briquette
- Arrangements et réalisation : Pete Briquette

## Certification
| Pays          | Certification | Équivalence/Ventes |
| ------------- | ------------- | ------------------ |
| France (SNEP) | Platine       | 300,000            |